# Shervin Haghsheno

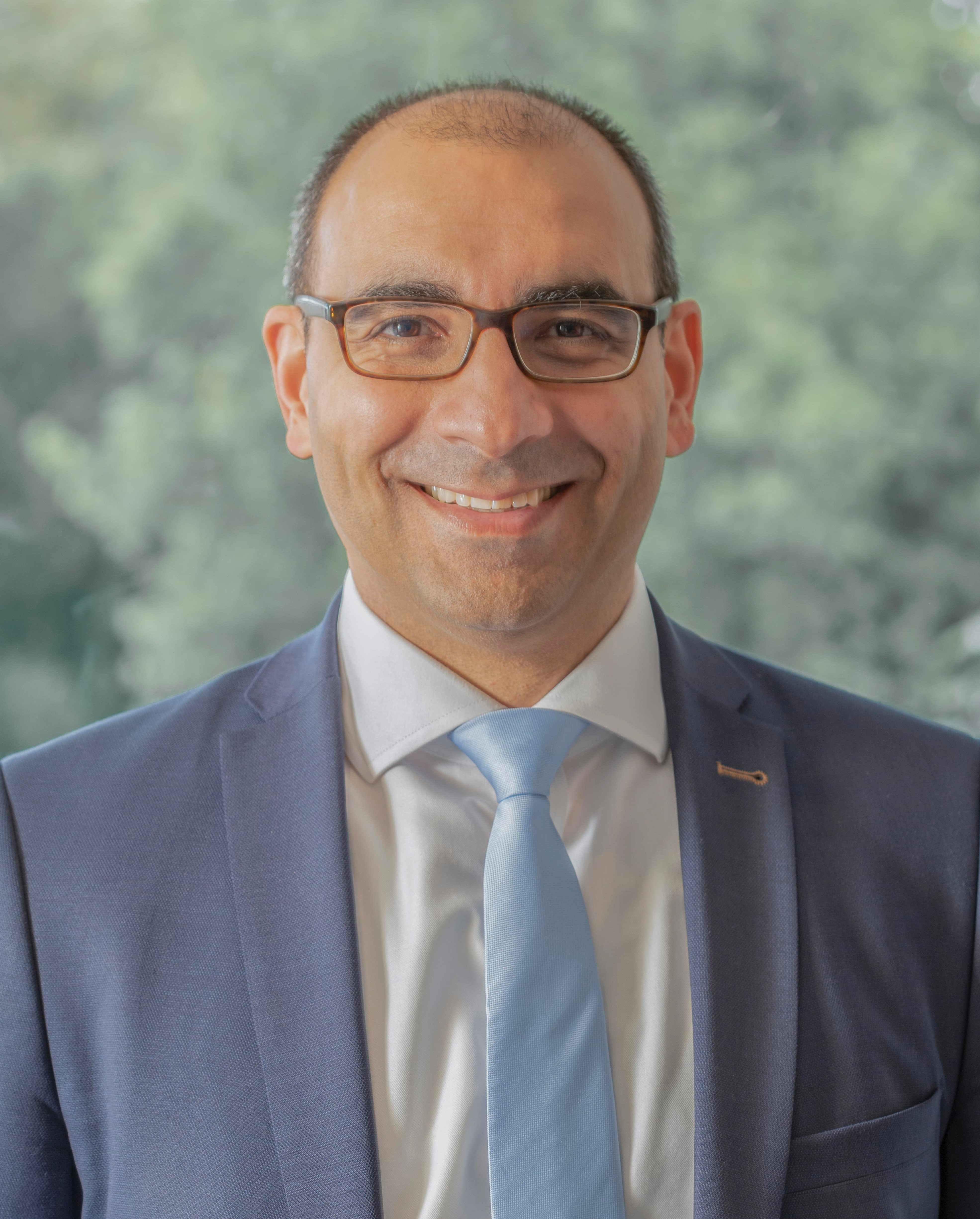
Shervin Haghsheno (2020)

Shervin Haghsheno (* 1975 in Teheran, Iran) ist ein deutscher Bauingenieur, Wirtschaftswissenschaftler und Politiker (BSW). Er ist Universitätsprofessor am Karlsruher Institut für Technologie (KIT) und leitet dort als Geschäftsführender Direktor das Institut für Technologie und Management im Baubetrieb. Seit Januar 2024 ist er stellvertretender Vorsitzender der Partei BSW.

## Leben
Shervin Haghsheno wurde 1975 in Teheran geboren und lebt seit 1985 in Deutschland.
Nach dem Abitur am Gymnasium der Augustinerschule Friedberg begann er 1994 das Studium des Bauingenieurwesens an der Technischen Universität Darmstadt, das er 1999 als Diplom-Ingenieur abschloss. Anschließend war er bis 2004 als Wissenschaftlicher Mitarbeiter am Institut für Baubetrieb an der Technischen Universität Darmstadt tätig. Parallel dazu studierte er Wirtschaftswissenschaften an der Fernuniversität in Hagen mit dem Abschluss als Diplom-Kaufmann in 2004. Im selben Jahr schloss er auch seine Promotion ab.
2004 begann er eine Tätigkeit in der Wirtschaft im Baukonzern Bilfinger SE. Er war bis 2005 als Vorstandsreferent in der Unternehmenszentrale tätig. Anschließend wechselte er in die Sparte Hochbau. Von 2005 bis 2007 übernahm er Projektleitungsaufgaben in der Niederlassung Frankfurt am Main der Bilfinger Hochbau GmbH, wo er 2007 Mitglied der Niederlassungsleitung wurde. 2008 wurde er in die Geschäftsführung der Bilfinger Hochbau GmbH berufen und hatte diese Position bis 2013 inne.
Im Jahr 2013 erhielt er den Ruf als Universitätsprofessor an das Karlsruher Institut für Technologie (KIT). Dort ist er Geschäftsführender Direktor des Instituts für Technologie und Management im Baubetrieb und leitet das Fachgebiet Baubetrieb und Bauprozessmanagement.
Von 2013 bis 2015 absolvierte er berufsbegleitend eine Ausbildung zum Mediator.

## Forschung
Shervin Haghsheno forscht in den Themenbereichen Projektmanagement in der Bau- und Immobilienwirtschaft, Bauprozessmanagement, kooperative Projektabwicklungsmodelle, Lean Construction, Digitalisierung im Bauwesen sowie Konfliktmanagement in der Bau- und Immobilienwirtschaft. Er hat zu diesen Themen vielfach publiziert. Seit 2018 ist er Prodekan der KIT-Fakultät Bauingenieur-, Geo- und Umweltwissenschaften.
Darüber hinaus engagiert sich Shervin Haghsheno in verschiedenen Fachverbänden und Gremien. So war er 2014 Gründungsmitglied des German Lean Construction Institute – GLCI e.V. und ist seitdem Vorsitzender des Vorstands des GLCI. Von 2016 bis 2021 war er Mitglied des Vorstands im Verein MKBauImm – Mediation und Konfliktmanagement in der Bau- und Immobilienwirtschaft e.V. Ab 2017 war er Vorsitzender des Vereins. Seit 2020 ist er Mitglied der Leitung und des Beirats im IPA-Zentrum – Kompetenzzentrum für Integrierte Projektabwicklung. Zudem ist er seit 2016 Mitglied des Präsidiums im Institut der Deutschen Immobilienwirtschaft e.V. Ebenfalls seit 2016 ist er Mitglied im Herausgebergremium der Fachzeitschrift Bauingenieur.

## Politik
Laut einem Spiegel-Bericht wählte Haghsheno seit seiner Einbürgerung vor 25 Jahren die CDU. Im Sommer 2023 nahm er erstmalig Kontakt mit Sahra Wagenknecht auf und bot seine Unterstützung an. Seit der Gründung am 8. Januar 2024 ist er stellvertretender Parteivorsitzender des Bündnis Sahra Wagenknecht.
Bei der Bundestagswahl 2025 kandidierte Haghsheno auf dem zweiten Platz der hessischen Landesliste des BSW, die Partei scheiterte jedoch bundesweit an der Fünf-Prozent-Hürde.